# Tres Quebradas (vulcano)
Tres Quebradas o Los Patos è un vulcano delle Ande, alto 6239 metri. Si trova tra il Cile e l'Argentina.